# Уличная газета

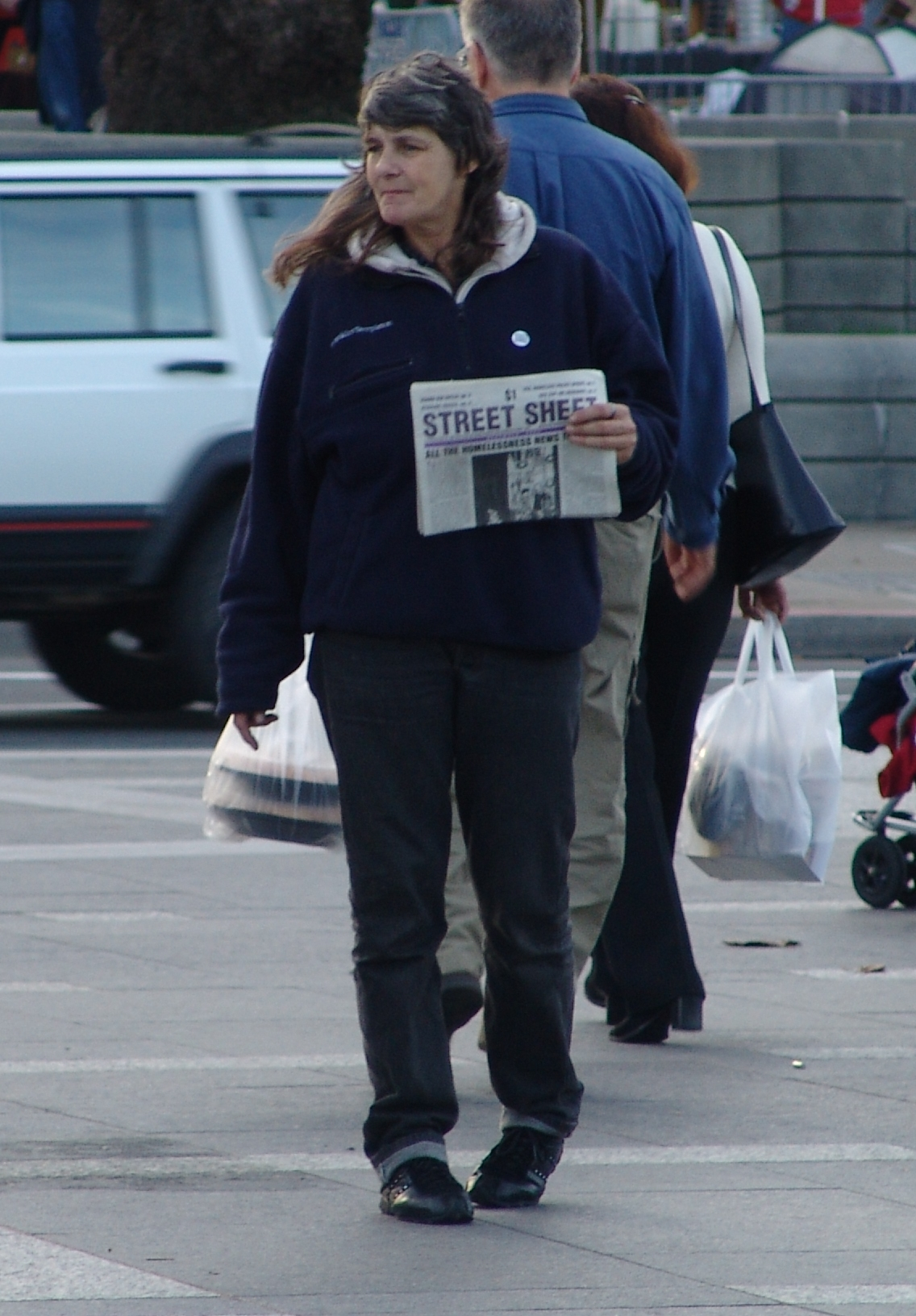
Продавщица уличной газеты Street Sheet в Сан-Франциско

Уличная газета (англ. street newspapers или англ. street papers; иногда «уличный листок») — газета, журнал, либо другое периодическое издание, распространяемое бездомными или бедными людьми, и издаваемое в основном с целью их поддержки, а также для изменения отношения общества к бездомным, бедным и другим нуждающимся.
Обычно часть статей в уличных газетах написана также бездомными или бедными людьми.
Принцип работы всех уличных газет схожи: распространитель, которым может стать бездомный или бедный человек, покупает экземпляры издания за около 50 % от его стоимости, и затем реализует по объявленной цене, без права её изменения, и следуя установленным изданием правилам.

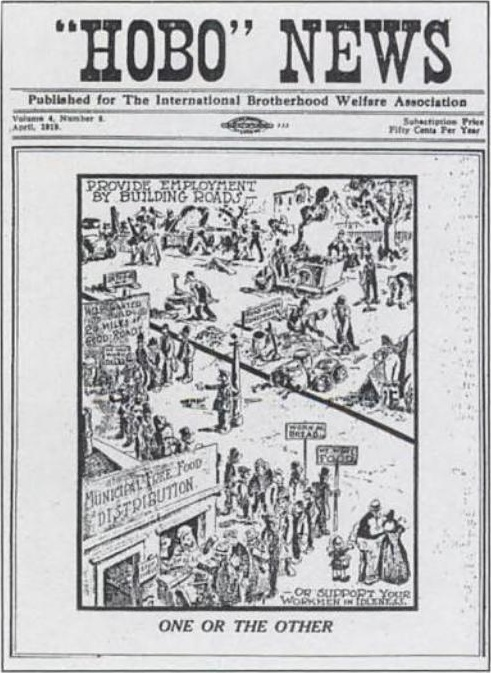
Обложка Hobo News

Первые прообразы уличных газет возникли ещё в конце XIX — начале XX века.
Например, с 1915 по 1920—1930 годы в Цинциннати (Огайо, США) издавалась газета Hobo News для бездомных мигрантов.
Тем не менее в современном формате и с применением ставшей типичной бизнес-модели уличные газеты получили широкое распространение только в конце 1990-х годов, с момента создания в Нью-Йорке Street News в 1989 году.
В 1991 году в Лондоне родилась самая успешная уличная газета — The Big Issue, созданная Джоном Бёрдом и Анитой Роддик.
В 1994 году в Глазго (Шотландия, Великобритания) была образована Международная сеть уличных газет (англ. International Network of Street Papers), объединившая 120 уличных газет из 40 стран.
В 2008 году Международная сеть уличных газет учредила собственную премию.
С середины 2000-х годов уличные газеты, как и все печатные издания, столкнулись с проблемой ухода читателей в онлайн.
Например, с 2007 года тираж Big Issue упал с 167 000 до менее чем 125 000 в 2012 году.
Однако в 2013 году DW отмечало, что в отличие от традиционных печатных изданий немецкие уличные газеты пользуются возрастающей популярностью, приводя пример старейшего германского уличного издания Biss, тираж которой возрос до 6 млн.

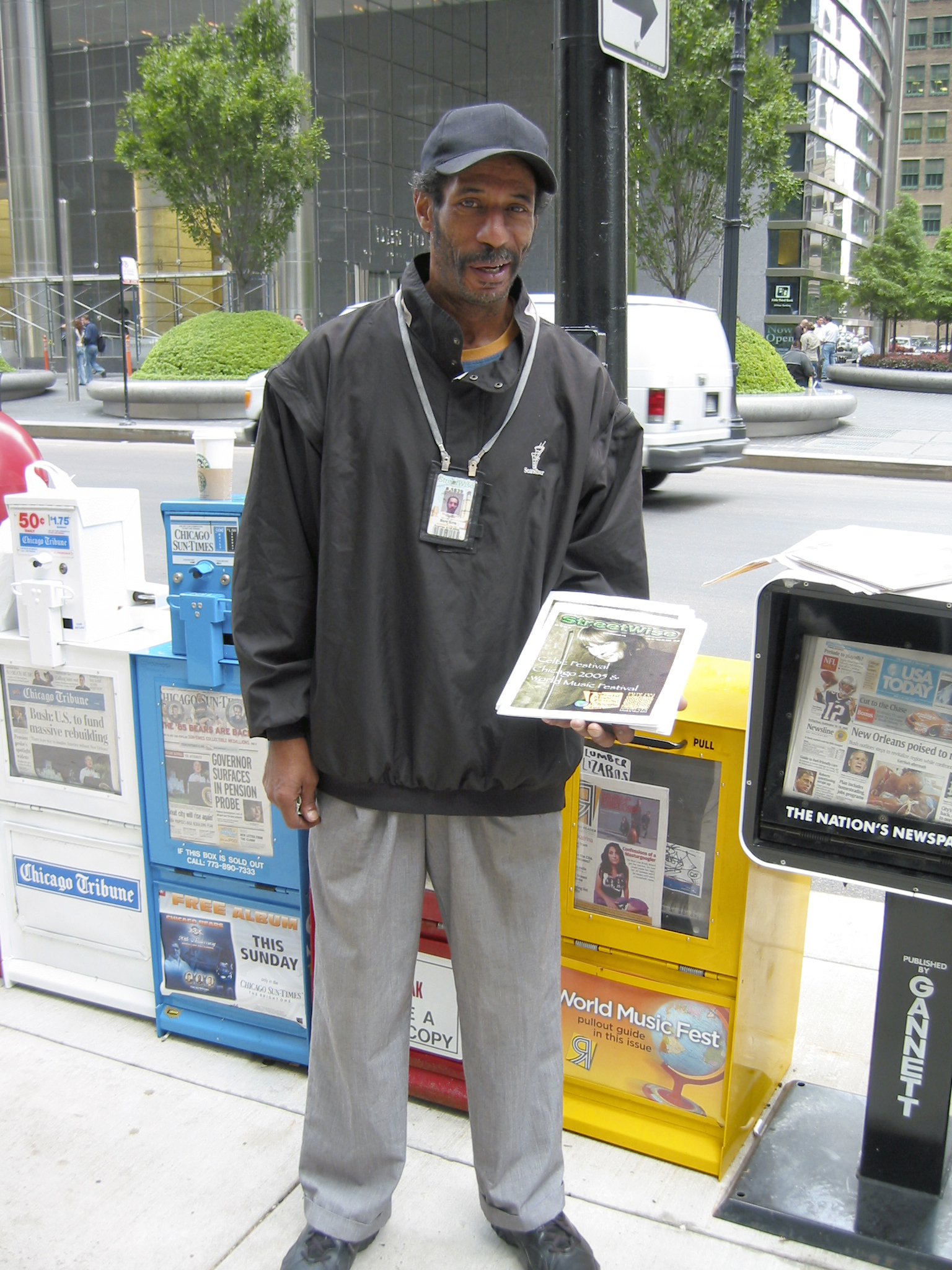
Продавец уличной газеты StreetWise в Чикаго

Большинство уличных газет не нацелены на коммерческую деятельность и существуют на гранты, однако некоторые из них функционируют по принципам социального предпринимательства, в полной или значительной степени являясь самоокупаемыми и финансово устойчивыми предприятиями.
Среди последних в частности можно привести пример созданного в 1991 году в Великобритании издания The Big Issue, а также выходящую с 1994 года российскую уличную газету «Путь домой».
Помимо финансового обеспечения нуждающихся, уличные газеты выполняют ряд других функций.
Например, работают с сообществом бездомных/бедных изнутри, а также с обществом, донося социальные проблемы и предлагая пути их решения.
Кроме того, среди издательств уличных газет распространены проекты арт-терапии бездомных, устройство выставок их работ и проведения других культурных мероприятий.
Бизнес-модель уличных газет иногда подвергается критике, в частности за то, что она превращают образ бездомного в продукт, который продаётся как сувенир.